# Terminkurs
Der Terminkurs (englisch forward rate) ist der Kurs eines Finanzinstruments oder einer Handelsware (Commodities) bei Termingeschäften am Terminmarkt. Gegensatz ist der Kassakurs.

## Allgemeines
Terminkurse gehören neben den Kassakursen zu den Börsenkursen. Die Terminkurse gelten als die wichtigsten Marktdaten, die nicht nur für die Marktteilnehmer, sondern auch für die Öffentlichkeit von Interesse sind. Der Terminkurs wird am Tag des Geschäftsabschlusses (englisch trade date) zwischen den Vertragsparteien vereinbart und am Erfüllungstag (englisch settlement date) – unabhängig von der aktuellen Kursentwicklung – dem Termingeschäft zugrunde gelegt. Multipliziert man den Terminkurs mit der Einheit (Nennwert oder Stückzahl) des Basiswerts, so erhält man den Kurswert. Der Terminkurs beinhaltet als Prädiktor – mehr oder weniger sichere – Prognosen über die künftige Marktentwicklung des Kassakurses eines Basiswerts und antizipiert damit die zukünftigen Marktpreise.

## Arten
Terminkurse gibt es bei Wertpapieren, Devisen (Finanzinstrumente) und bei Rohstoffen wie Kaffee (oder sonstigen Handelswaren (Commodities).
Bei Wertpapieren spielen Terminkurse insbesondere bei Aktien eine Rolle. Effektentermingeschäfte sind Geschäfte mit einem fest vereinbarten Kurs (Terminkurs), die an einem bestimmten im Voraus vereinbarten Termin durch Lieferung und Zahlung zu erfüllen sind. Der Terminkurs ergibt sich im Aktienhandel durch die Einbeziehung von etwaigen Dividenden, die während der Laufzeit des Termingeschäfts vereinnahmt werden und dem Zinsaufwand für einen aufgenommenen Lombardkredit oder den Opportunitätskosten für eine entgangene Geldanlage. Dann stimmt der Terminkurs einer Aktie mit dem aufgezinsten aktuellen Kassakurs überein, es liegt Arbitragefreiheit vor. Im Unterschied hierzu ist das (Wertpapier-)Optionsgeschäft nicht zu einem bestimmten Termin, sondern während eines festgelegten Zeitraumes zu erfüllen. 
Bei Devisen spielt der Terminkurs eine entscheidende Rolle. Beim Devisentermingeschäft besteht der Devisenterminkurs aus einem niedrigeren Geldkurs (englisch bid), einem höheren Briefkurs (englisch ask) und einem dazwischenliegenden rechnerischen Mittelkurs (englisch mean rate). Letzterer wird durch die Anwendung der pro Währung feststehenden Kursspannen aus Geld- und Briefkursen ermittelt. Devisenterminkurse gibt es an Terminbörsen und im außerbörslichen Interbankenhandel. Der deutsche Devisenterminhandel („Valutaterminhandel“) etablierte sich nach Dezember 1871, als in Deutschland Bedarf zur Absicherung gegen das Kursrisiko des ohne Goldparität ausgestatteten Rubels bestand.
Auf den Rohstoffmärkten notiert der Terminkurs normalerweise über dem Kassakurs, weil Rohstoffkäufe meist über Termingeschäfte abgewickelt werden. Zudem müssen bei einem Kassageschäft für Wertpapiere oder Rohstoffe Kapital und Lagerkosten eingesetzt werden, so dass die Zins- und Lagerkosten (englisch cost of carry) den Kassakurs erhöhen, die auf die Basiswerte entfallenden Erträge (Dividenden, Wertpapierzinsen, Mietpreise) ermäßigen ihn. Nur zum Laufzeitende des Terminkontraktes stimmen Termin- und Kassakurs durch den ablaufenden Konvergenzprozess überein. Ein Verkäufer, der die Wahl zwischen beiden Marktsegmenten hat, wird den niedrigeren Kassakurs bevorzugen und die Verkaufserlöse zinsbringend anlegen, wenn er keinen Ausgleich durch einen entsprechend höheren Terminkurs für entgangene Zinserträge und Lagerkosten erhält. Im Aufschwung gewinnen bei Commodities Lagerbestände an Bedeutung, der Kassakurs steigt über den Terminkurs (Backwardation), der sich bis zur Fälligkeit dem Kassakurs (am Terminmarkt, nicht bei einem abgeschlossenen Termingeschäft) annähert. Im Abschwung fallen die Kassakurse unter die Terminkurse (Contango), es tritt eine umgekehrte Entwicklung ein.

## Kassakurs als Referenzkurs
Im Normalfall weichen Kassa- und Terminkurs eines bestimmten Basiswerts voneinander ab. Die Differenz zwischen beiden Kursen hängt von der Laufzeit des Termingeschäfts, von der Zinsdifferenz zwischen zwei Ländern (bei zinstragenden Finanzinstrumenten), den Lagerkosten (bei Waren), der Risikoprämie und dem Erwartungswert ab. Liegt der Devisenterminkurs bei Mengennotierung unter dem Kassakurs, so wird die Differenz als Deport (Abschlag, englisch discount) bezeichnet:
{\displaystyle Deport=Terminkurs<Kassakurs}.
In diesem Falle sind die vergleichbaren Zinsen im Ausland niedriger als im Inland, es wird mit einer Abwertung der Fremdwährung gerechnet. Ist der Terminkurs höher als der Kassakurs, handelt es sich um einen Report (Aufschlag, englisch premium):
{\displaystyle Report=Terminkurs>Kassakurs}.
Das ausländische Zinsniveau ist höher als im Inland, es wird mit einer Aufwertung der Fremdwährung gerechnet. Bei Preisnotierung sind die Verhältnisse umgekehrt.
Da Kassa- und Terminkurse in aller Regel nicht übereinstimmen, errechnet sich der Swapsatz als die auf den Kassakurs bezogene relative Differenz zwischen dem Terminkurs und dem Kassakurs (Prozent per annum):
{\displaystyle {\text{Swapsatz}}={\frac {{\text{Terminkurs}}-{\text{Kassakurs}}}{\text{Kassakurs}}}\cdot {\frac {\text{360}}{\text{1}}}\cdot 100}
Ist die Differenz zwischen Kassakurs und Terminkurs größer als der Swapsatz, eröffnen sich Arbitragemöglichkeiten, nur nicht bei Waren wegen der anfallenden Lagerkosten. Die Differenz zwischen Kassa- und Terminkurs wächst – bis auf eine Indifferenzmarge – so weit, bis sich Arbitrage nicht mehr lohnt.

## International
Der Terminkurs ist international wie in Deutschland das Gegenstück zum Kassakurs. Er ist in den EU-Mitgliedstaaten für Termingeschäfte anzuwenden, die später als zwei Werktage nach Geschäftsabschluss zu erfüllen sind. Terminkurse gibt es auch auf angelsächsischen Bondmärkten und bei Commodities, so auch an der London Metal Exchange und der New York Mercantile Exchange für unedle Metalle und für Energie an Energiebörsen wie der European Energy Exchange.

## Volkswirtschaftliche Bedeutung
Die Kursbildung der Terminkurse bestimmt sich der im Jahre 1923 von John Maynard Keynes aufgestellten Zinsparitätentheorie zufolge nach dem Bruttozinsgefälle zwischen zwei Währungen. Sie geht davon aus, dass es bei einem vorhandenen Bruttozinsgefälle solange zu zinsorientierten Geldbewegungen vom Niedrigzins- zum Hochzinsland kommt, bis der Vorteil einer Geldanlage im Hochzinsland durch steigende Kurssicherungskosten ausgeglichen wird. Auf funktionierenden Finanzmärkten entspricht Keynes zufolge jede beliebige Kombination von Währungen dem Swapsatz, da anderenfalls die Zinsausgleichsarbitrage für Marktgleichgewicht sorgt. Eine Gleichgewichtsbeziehung zwischen Kassa- und Terminkurs ist dann erreicht, wenn der Deport/Report so groß ist, dass der Vorteil/Nachteil der höheren/niedrigeren Verzinsung der Fremdwährung gerade ausgeglichen wird. Sobald die Kurssicherungskosten von der Zinsparität abweichen, setzt die Zinsarbitrage ein und bringt das Verhältnis von Kassa- und Terminkurs in Übereinstimmung mit dem Zinsgefälle. Die Gültigkeit der Zinsparitätentheorie wird durch finanzielle und politische Risiken (Marktstörungen, Unruhen, Devisenbewirtschaftung, Moratorien) beeinträchtigt, worauf Keynes bereits hinwies.
Bei normaler Marktlage folgt der Terminkurs – bei unverändertem Zinsgefälle – unter dem Einfluss der Zinsarbitrage etwa im gleichen Abstand dem Kassakurs. Bei anormaler Marktlage dagegen bewegt sich der Terminkurs unabhängig vom Kassakurs, selbst bei unverändertem Bruttozinsgefälle. Der Terminkurs liefert allgemein keine gute Prognose für den künftigen Kassakurs, weil Risikoprämien und Erwartungsfehler zu berücksichtigen sind. Liegen die Erwartungen aufgrund vorhandener Informationen hinsichtlich des Kursniveaus höher als die aktuellen Kassakurse, so werden die Terminkurse höher sein als die Kassakurse und umgekehrt. 
Durch Arbitrage erfolgt eine Kursangleichung von Kassa- und Terminkursen eines Basiswerts, denn die Marktteilnehmer werden sich bei einem niedrigeren Kassakurs auf dem Kassamarkt eindecken und ihre eingegangenen Terminverkäufe auf dem Terminmarkt erfüllen und umgekehrt. Dies führt zu einer Erhöhung der Kassa- und Senkung der Terminkurse (und umgekehrt), so dass sich beide Kurse aufeinander zubewegen.
Das Vorhandensein eines Terminmarkts und von Terminkursen verbessert die Information der Marktteilnehmer über die künftige Marktentwicklung, so dass Kassa- und Terminkurse die Grundlage für die Prognose der künftigen Marktentwicklung eines Basiswerts bilden. Zudem führt der Terminkurs zu einer Verbesserung der Allokation der Marktpreisrisiken. 